# Utsökta lik
Utsökta lik (originaltitel: Cadaveri eccellenti) är en italiensk-fransk film från 1976 i regi av Francesco Rosi. Filmen är baserad på Leonardo Sciascias roman Il contesto från 1971.

## Handling
En detektiv, inspektör Rogas, utreder mystiska mord på några domare i högsta domstolen.

## Medverkande i urval
- Lino Ventura - Inspektör Amerigo Rogas
- Tino Carraro - Polischefen
- Marcel Bozzuffi - Den långsamme
- Max von Sydow - Högsta domstolens president
- Charles Vanel - Prokurator Varga
- Fernando Rey - Säkerhetsminister
- Tina Aumont - Prostituerad
- Renato Salvatori - Poliskommissarie
- Luigi Pistilli - Cusan
- Maria Carta - Fru Cres